# Opluridae
Opluridae hay kỳ nhông Madagascar là một họ thằn lằn có kích thước trung bình, bản địa Madagascar. Hiện tại người ta công nhận 7 loài trong 2 chi, với 6 loài thuộc về chi Oplurus. Các loài trong họ này sinh sống trong các núi đá, một vài loài sống trên cây và 1 loài sống trong các cồn cát. Tất cả các loài đều đẻ trứng và chúng có răng giống như răng của kỳ nhông thật sự.
Hai chi trong họ rất dễ dàng phân biệt. Chi đơn loài Chalarodon với loài duy nhất Chalarodon madagascariensis với kích thước nhỏ hơn thì có bờm trên lưng, cụ thể là khác biệt rõ nét ở các con đực, và có đuôi trơn nhẵn hơn được che phủ bằng các vảy có kích thước đồng đều. Chi Oplurus có các vảy gai phân mảnh lớn hơn, và không có bờm trên lưng dọc theo cột sống
Một nghiên cứu trình tự DNA ti thể xác định niên đại chia tách của Opluridae ra khỏi Iguanidae (trong quá khứ Opluridae đôi khi được coi là phân họ Oplurinae của họ Iguanidae nghĩa rộng) vào khoảng 165 triệu năm trước, trong thời gian thuộc Trung Jura. Nghiên cứu này hỗ trợ tính đơn ngành của họ Iguanidae nghĩa rộng, và đặt Oplurinae ở vị trí cơ sở. Niên đại này là phù hợp với nguồn gốc do thay đổi khoảng cách địa lý của kỳ nhông Madagasca, vì người ta tin rằng Madagascar đã tách ra khỏi châu Phi đại lục vào thời gian chia tách Gondwana khoảng 140 triệu năm trước.
Nghiên cứu của Pyron et al. (2013) cho thấy Chalarodon làm cho Oplurus trở thành cận ngành, cụ thể nhánh chứa Oplurus cyclurus và Oplurus cuvieri có quan hệ họ hàng gần với Chalarodon madagascariensis hơn là với các loài còn lại của chi Oplurus. Nghiên cứu này cũng cho thấy mối quan hệ họ hàng gần của kỳ nhông Madagascar với họ Leiosauridae (độ hỗ trợ 99%) và chúng cùng nhau tạo thành nhánh có quan hệ chị-em với họ Liolaemidae (độ hỗ trợ 95%), với cả hai họ này đều là các loài thằn lằn dạng nhông ở Nam Mỹ.

## Các loài
Họ Opluridae
- Chi Chalarodon Duméril và Bibron, 1837
  - Kỳ nhông Madagascar - Chalarodon madagascariensis
- Chi Oplurus Cuvier, 1829
  - Kỳ nhông Cuvier - Oplurus cuvieri
  - Kỳ nhông Merrem - Oplurus cyclurus
  - Kỳ nhông Anzamala - Oplurus fierinensis
  - Kỳ nhông Grandidier - Oplurus grandidieri
  - Kỳ nhông Duméril - Oplurus quadrimaculatus
  - Kỳ nhông Brauner - Oplurus saxicola